# Polowanie (zbiór opowiadań)
Polowanie – zbiór opowiadań Stanisława Lema. Jedyne wydanie ukazało się nakładem Wydawnictwa Literackiego w roku 1965. W książce znalazły się trzy nowe utwory z cyklu Opowieści o pilocie Pirxie oraz premiera opowiadania Altruizyna z cyklu Cyberiada.
Zbiór został wydany także w języku czeskim (w roku 1969 pod tytułem Lov).

## Spis utworów
- Dwóch młodych ludzi
- Polowanie (z cyklu Opowieści o pilocie Pirxie – to, oraz dwa kolejne opowiadania z tego cyklu, po raz pierwszy ukazały się w zbiorze Polowanie[5]); Akcja dzieje się na Księżycu, gdzie uszkodzony przez meteoryt robot sieje zniszczenia. Pirx wraz z grupą ochotników stara się go unieszkodliwić.
- Wypadek (z cyklu Opowieści o pilocie Pirxie); Robot wysłany z zadaniem przyniesienia danych z przyrządu nie wraca. Pirx z kolegami wyruszają jego śladem, starając się wyjaśnić przyczyny takiego zachowania.
- Opowiadanie Pirxa (z cyklu Opowieści o pilocie Pirxie); Pirx, jako dowódca statku kosmicznego, napotyka w przestrzeni zniszczony statek Obcych.
- Altruizyna, czyli opowieść o tym, jak pustelnik Dobrycy kosmos uszczęśliwić zapragnął i co z tego wynikło (z Cyberiady, acz włączone do niej w późniejszych niż pierwsze wydaniach).